# García (manzana)
García es el nombre de una variedad cultivar de manzano (Malus domestica). Esta manzana está cultivada en diversos viveros entre ellos algunos dedicados a conservación de árboles frutales en peligro de desaparición. Esta manzana es originaria de la  Provincia de Ávila  concretamente en la comarca de El Barco de Ávila y Valle del río Tormes, donde tuvo su mejor época de cultivo comercial en la década de 1960, y actualmente en menor medida aún se encuentra.

## Sinónimos
- "Manzana García",[5]
- "Manzana García de El Barco de Ávila",[7][8]

## Historia
'García' es una variedad de la Provincia de Ávila en la comarca de El Barco de Ávila y Valle del río Tormes. El cultivo del manzano en Ávila en superficies importantes se remonta a principios del siglo XX. Las plantaciones originales se realizaron con variedades indígenas ('Normanda', 'García' y otras), posteriormente se dio paso a otras variedades como la 'Reineta' que es la más abundante actualmente en el 2020.
'García' está considerada incluida en las variedades locales autóctonas muy antiguas, cuyo cultivo se centraba en comarcas muy definidas. Se caracterizaban por su buena adaptación a sus ecosistemas y podrían tener interés genético en virtud de su adaptación. Se encontraban diseminadas por todas las regiones fruteras españolas, aunque eran especialmente frecuentes en la España húmeda. Estas se podían clasificar en dos subgrupos: de mesa y de sidra (aunque algunas tenían aptitud mixta).
'García' es una variedad clasificada como de mesa, difundido su cultivo en el pasado por los viveros comerciales y cuyo cultivo en la actualidad se ha reducido a huertos familiares y jardines privados.

## Características
El manzano de la variedad 'García' tiene un vigor Medio; florece a inicios de mayo; tubo del cáliz alargado, rozando a veces el eje del corazón o uniéndose con él, y con los estambres insertos altos y conserva el pistilo fuerte.
La variedad de manzana 'García' tiene un fruto de tamaño medio a pequeño; forma esfero-cónica, y con contorno leve o notoria irregularidad; piel fina, y fuerte, un poco grasa al tacto, si se la frota toma un brillo acharolado; con color de fondo amarillo verdoso, sobre color leve, siendo el color del sobre color rosa, siendo su reparto en placa, con chapa rosa cobrizo vivo o levemente iniciada, con o sin pinceladas leves, acusa lenticelas abundantes de color claro, y una sensibilidad al "russeting" (pardeamiento áspero superficial que presentan algunas variedades) muy débil; pedúnculo corto, medio y largo, más ensanchado en los dos extremos y medianamente fino, verdoso, algunos teñidos de rojo en uno de los lados y apareciendo a veces unos embriones de yemas, anchura de la cavidad peduncular es medianamente amplia, profundidad de la cavidad pedúncular poco profunda, con chapa ruginosa más o menos extensa, bordes globosos y levemente ondulados, e importancia del "russeting" en cavidad peduncular media; anchura de la cavidad calicina de variada anchura, profundidad de la cav. calicina casi superficial en su generalidad, fruncida en el fondo formando pequeñas protuberancias, importancia del "russeting" en cavidad calicina ausente; ojo mediano y pequeño, cerrado herméticamente o entreabierto, pero siempre como comprimido por el arrugado; sépalos largos y puntiagudos, carnosos en su base, rectos, muy compactos y de puntas vueltas hacia fuera con irregularidad, muy tomentosos.
Carne de color blanco crema con fibras verde amarillo; textura dura, fundente, al mismo tiempo semi-jugosa; sabor característico de la variedad, levemente acidulado; corazón centrado o más cerca del pedúnculo. Eje abierto o agrietado. Celdas grandes y anchas o pequeñas y alargadas, rayadas de blanco o lanosas. Semillas de tamaño medianamente pequeñas y casi siempre semi-redondas.
La manzana 'García' tiene una época de maduración y recolección muy tardía en el otoño-invierno, se recolecta desde mediados de octubre hasta mediados de noviembre, madura durante el invierno aguanta varios meses más. Se usa como manzana de mesa fresca.